# Městské opevnění (Hradec Králové)
Městské opevnění v Hradci Králové bylo budováno již od 13. století. Nejvýznamnější opevňovací práce ale proběhly v souvislosti s proměnou Hradce Králové na pevnostní město v 18. století.

## Hradiště
Návrší, na kterém stojí historické jádro Hradce Králové, bylo opevněno už v eneolitu. Jednalo se pravděpodobně o jednoduchou palisádovou hradbu. V mladší době bronzové už se jednalo o komplexnější opevnění v šířce 8–10 metrů. Kromě samotné palisády šlo o písko-jílovou výplň, šikmé opěrné kůly a příkopy a valy.
V závěru 9. nebo v první polovině 10. století vznikla na troskách pravěkého opevnění fortifikace v podobě opukové zdi doplněné systémem roštů vyplněných opět písky a jíly. Celá fortifikace dosahovala šířky asi 6 metrů.

## Vrcholný středověk
V roce 1225 bylo Přemyslem Otakarem I. na návrší založeno město Hradec Králové a od této doby lze tedy hovořit o městském opevnění. To bylo tvořeno cihlovou zdí s hranolovými věžemi. Za vlády Václava II. na konci 13. století byla před tuto zeď postavena ještě parkánová zeď s půlválcovými baštami. V období husitských válek v 15. století bylo městské opevnění posíleno ještě další hradbou, která byla zbudována na úpatí návrší.

## Novověk

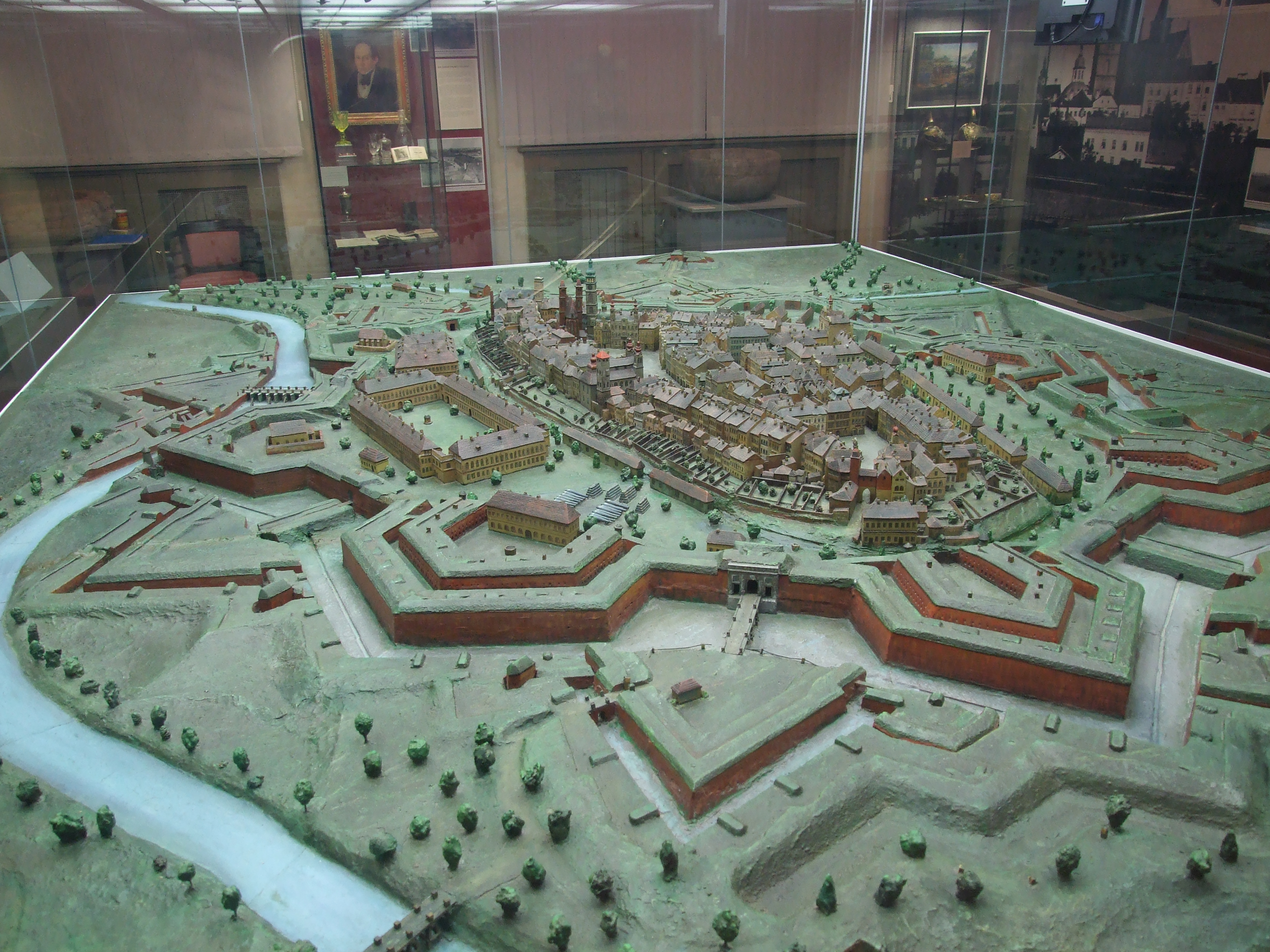
Podoba pevnosti ve druhé polovině 18. století (model)

V letech 1639–1640 bylo město v rukou Švédů. Ti zesílili vnější hradbu osmi zemními bastiony, jedním předsunutým ravelinem a přidali dvě hvězdicové pevnůstky v předpolí.
Po ztrátě Kladska a Slezska ve slezských válkách musela Rakouská monarchie nahradit ztracené kladské a slezské hraniční pevnosti. Náhradou se stal Hradec Králové, který byl ve druhé polovině 18. století proměněn na pevnostní město, a také pevnost Josefov u Jaroměře. Vnitřní fortifikaci  tvořilo osm bastionů spojených kurtinami a chráněných buď přímo některou z řek – Labem nebo Orlicí – nebo umělým příkopem. Střední linii opevnění tvořilo osm trojúhelníkových ravelinů a dvě lunety. Vnější linií pak byla krytá cesta za příkopem. Vstup do pevnosti umožňovaly tři brány. Systém stavidel v opevnění umožňoval zaplavit celé předpolí vodou z blízkých řek.
Ve své době byla pevnost Hradec Králové nejmodernější pevností v celé Rakouské monarchii. Její praktický význam byl ale nevelký: Když se v roce 1866 strhla v blízkosti Hradce Králové rozhodující bitva prusko-rakouské války, měla pevnost možnost prvního a jediného bojového využití – to ale spočívalo pouze ve snaze zabránit vítězným Prusům v postupu na Prahu, ti ovšem sofistikovanou pevnost jednoduše obešli a nechali u ní pouze jediný pozorovací vojenský sbor. V roce 1893 pak hradecký městský zastupitel Ladislav Jan Pospíšil dojednal odprodej fortifikačních objektů a pozemků městu Hradec Králové a město záhy začalo s jejich bouráním.